# Vila Sésamo
Vila Sésamo é uma série infantil sendo coprodução brasileira entre a TV Globo e a TV Cultura do popular programa de televisão infantil norte-americana Sesame Street, que originalmente estreou em 12 de outubro de 1972 e ficou no ar até 4 de março de 1977. Uma nova versão foi produzida a partir de 2007 com o mesmo nome.

## O programa
A série infantil original começou a ser transmitido em 12 de outubro de 1972. A ideia de criar a adaptação do Sesame Street foi de José Bonifácio de Oliveira Sobrinho (Boni), então diretor da Central Globo de Produções (uma divisão da TV Globo), e de Claudio Petraglia, diretor da TV Cultura de São Paulo. Na época, a TV Cultura e a TV Globo estavam bastante interessadas em adaptar o programa norte-americano. Como a TV Globo inicialmente não tinha estúdios para filmar o seriado, foi criada uma parceria entre as emissoras. Eis o motivo de Vila Sésamo ter sido exibida pelas duas emissoras até 1974, quando a TV Globo assumiu totalmente a produção do programa.
Conseguidos os direitos da Children's Television Workshop, Vila Sésamo teve sua estreia na TV. Era exibido às 10h45 e 16h, e durava de meia a uma hora. Era um programa que trazia noções educativas para as crianças, mas de um modo que não fosse chato, que mesclava a educação com a diversão e uma boa dose de humor. O cenário, era uma vila onde pessoas e bonecos conviviam com crianças. Ao longo das três fases do programa, eram abordados temas diferentes como as letras, os números, as cores, a higiene, o respeito no trânsito, e outros. Tudo isso acompanhado de desenhos animados e canções compostas pelos irmãos Marcos e Paulo Sérgio Valle.
Foi a partir de 1973 que Vila Sésamo foi completamente nacionalizada. Foi nesse ano que surgiram as versões brasileiras dos famosos bonecos Garibaldo, Gugu e Funga-Funga. Estes bonecos, que marcaram a televisão brasileira, foram confeccionados pelo premiado dramaturgo, cenógrafo e figurinista Naum Alves de Sousa (1973 a 1977), que adaptou as personagens da versão original norte-americana para a televisão brasileira. 
Uma outra novidade era as participações de crianças carentes entre 3 e 10 anos. As únicas cenas não produzidas no Brasil eram as dos bonecos criados por Jim Henson (Muppet Show), personagens do Sesame Street.
Com o tempo, surgiram novas temáticas e novos personagens. Foi um grande sucesso infantil na TV brasileira. Vila Sésamo só deixou de ser exibida em 1977, por causa dos altos custos da produção e também pelo fim do contrato com a emissora norte-americana. Sua última exibição foi em 4 de março de 1977.
O cenário de Vila Sésamo era uma vila operária onde conviviam crianças, adultos e bonecos. Muitos destes personagens são lembrados até hoje pelas pessoas que assistiram ao seriado quando crianças.

## Personagens
Havia Garibaldo, um pássaro gigante bastante levado e desengonçado,que adorava aprender coisas novas. Ele vivia discutindo com Gugu, um boneco bem mal-humorado, que não gostava de sair do barril em que morava. Também existia o Funga-Funga, um Tamanduá bem estranho, que adorava cantar e vivia deprimido, pois não o viam como gente. Era o amigo imaginário de Garibaldo, portanto só aparecia para o amigo e para as crianças.
Além dos bonecos, existiam personagens adultos. Há Juca, um operário que sabia consertar qualquer coisa; ele era casado com Gabriela, uma moça graciosa, que gostava de praticar ginástica e era uma grande cozinheira. Havia Ana Maria, a professora da escolinha de Vila Sésamo, bastante animada e divertida, era a namorada de Antônio, um motorista de caminhão. Ainda existia o Seu Almeida, dono da venda da vila.
Esses eram os principais personagens do programa, mas ao longo das três fases, Vila Sésamo recebia cada vez mais personagens, pois ainda havia o Edifício, o Professor Leão, o Bruno, o Jujuba, o Marinheiro, o Bidu e muitos outros.

## Fases do programa
De 1972 a 1977, Vila Sésamo teve ao todo três fases:
Vila Sésamo I (1972 a 1974) - Foi a fase de estreia do programa, quando ainda era exibido pela TV Cultura e pela Rede Globo. Nesta fase, se cumpriam todas a normas da emissora norte-americana. Por isso eram exibidas um maior número das cenas do Sesame Street, e a apresentação de quadros temáticos em ordem repetitiva. Mas foi a partir de 1973, que Vila Sésamo foi totalmente nacionalizada, com novos personagens, novas músicas, novos roteiros… Uma verdadeira "revolução nacional" no programa. Durou até o ano de 1974, quando a Rede Globo assumiu toda a produção do seriado.
Vila Sésamo II (1974 a 1975) - Nesta fase, foram adquiridos novos quadros temáticos, os cenários foram ampliados e Vila Sésamo contou com aproximadamente 800 crianças.
Vila Sésamo III (1975 a 1977) - Na terceira e última fase do programa foram acrescentados novos personagens, além de mais novas temáticas. As únicas cenas não feitas na produção eram as cenas entre Ênio e Beto (cenas do seriado original). Com o fim desta fase, também veio o fim do programa.

## Elenco
- Laerte Morrone (Garibaldo)
- Roberto Orozco (Gugu)
- Armando Bógus (Juca)
- Aracy Balabanian (Gabriela)
- Sônia Braga (Ana Maria)
- Flávio Galvão (Antônio)
- Manuel Inocêncio (Seu Almeida)
- Marcos Miranda (Funga-Funga)
- Tilim (Zé das Latas)
- Paulo José (Shazam e Mágico )
- Flávio Migliaccio (Xerife e Edifício)
- Milton Gonçalves (Professor Leão)
- Ayres Pinto (Cuca)
- Luiz Antônio Angelucci (Bruno)
- Alexandre Moreno (Elmo)
- Guilherme Briggs (Beto)
- Sérgio Rufino (Ênio)
- Marcelo Garcia (Cacto)
- Luiz Carlos Persy e logo Alex Minei (Come-Come)
- Nuno Leal Maia (pedreiro)
- Sandra Bréa (professora de ginástica)
- Antônio Abujamra (Diretor)

## Bonecos
- Teresa Cristina (Pipoca)
- Elany Del Vechio (Jujuba)
- Sônia Guedes (Marocas)
- Antônio Petrin (Marinheiro)
- Henrique Lisboa (Sabichão)
- Aziz Bajur (Bidu)